# قله قراکول
قله قراکول (به لاتین: Karakol Peak) یک کوه در قرقیزستان است که در استان ایسیق‌کول واقع شده‌است. قله قراکول ۵٬۲۱۶ متر بالاتر از سطح دریا واقع شده‌است.